# NGC 3190
NGC 3190是狮子座的一个螺旋星系，有着紧密的旋臂，由威廉·赫歇尔在1784年发现。它是希金森44星系团的成员，距离地球约8000万光年。
2002年观测到NGC 3190的两颗超新星。巴西业余天文学家Paulo Cacella在2002年3月在其东南部发现一颗超新星SN 2002bo；两个月后，一个意大利小组在研究前者时在星系的另一侧发现了另外一颗超新星SN 2002cv。
苹果公司于2012年推出的操作系统OS X Mountain Lion采用哈勃空间望远镜拍摄的，经过蓝颜色处理的NGC 3190星系照片作为默认桌面背景。

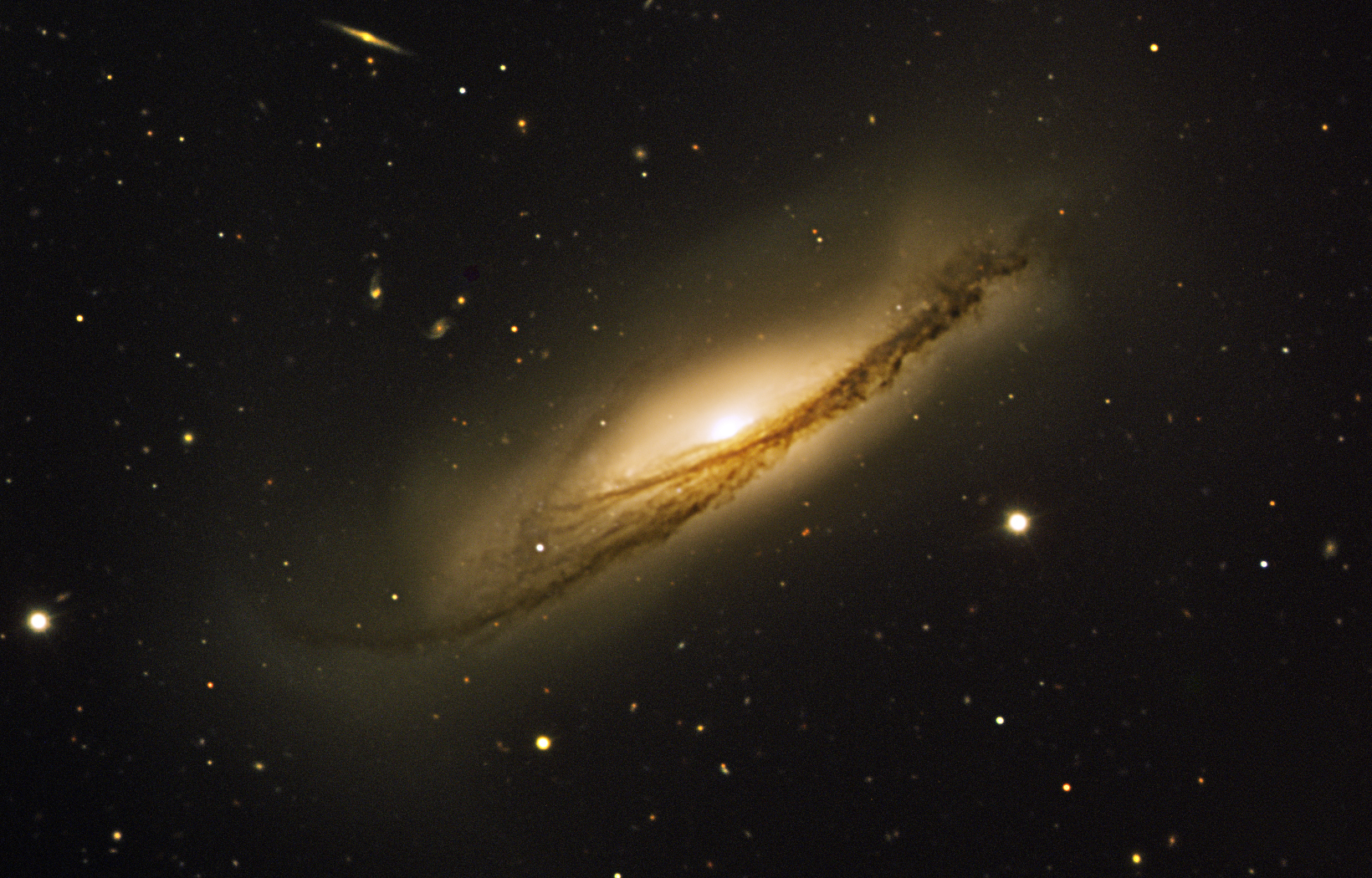
2003年3月欧南台甚大望远镜拍摄的NGC 3190。
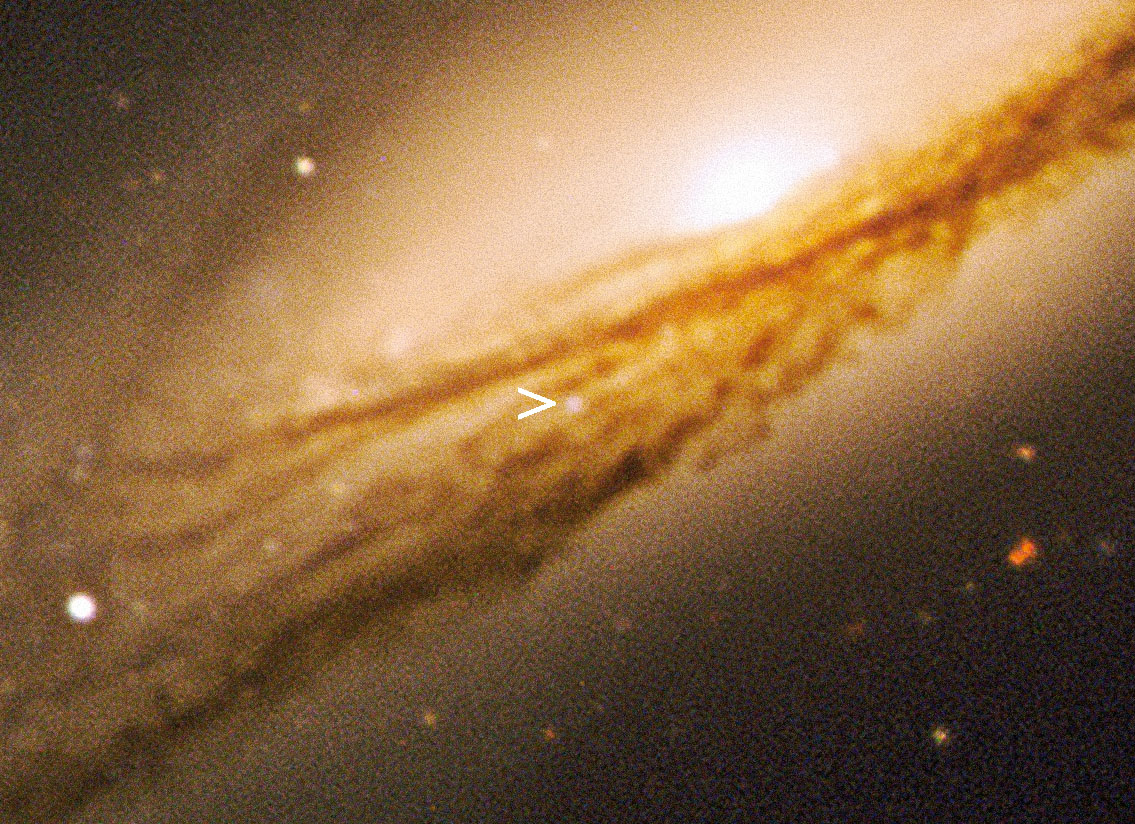
超新星 2002bo 特写 (ESO/VLT 2003年3月)。
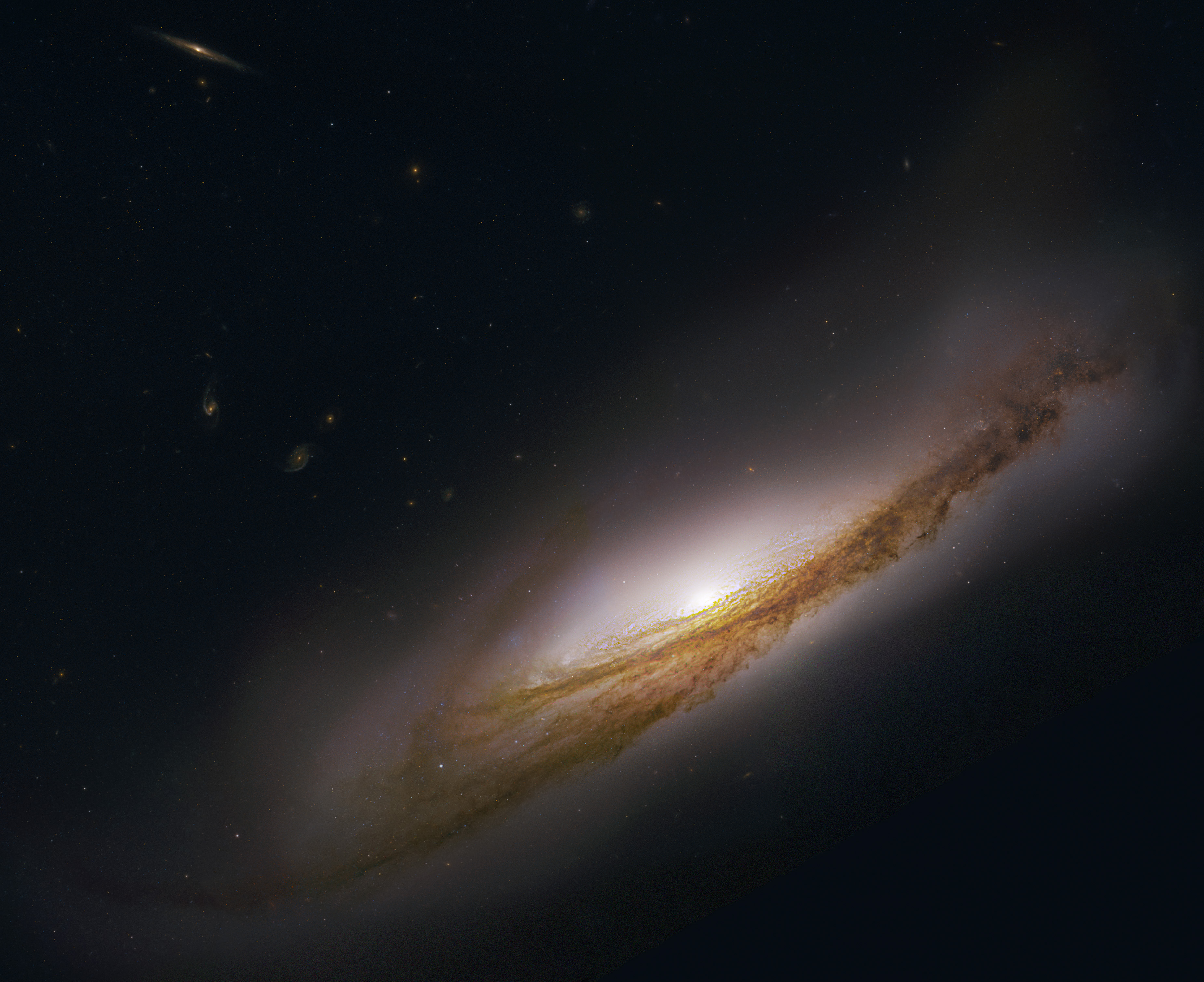
哈勃空间望远镜拍摄的合成照片。
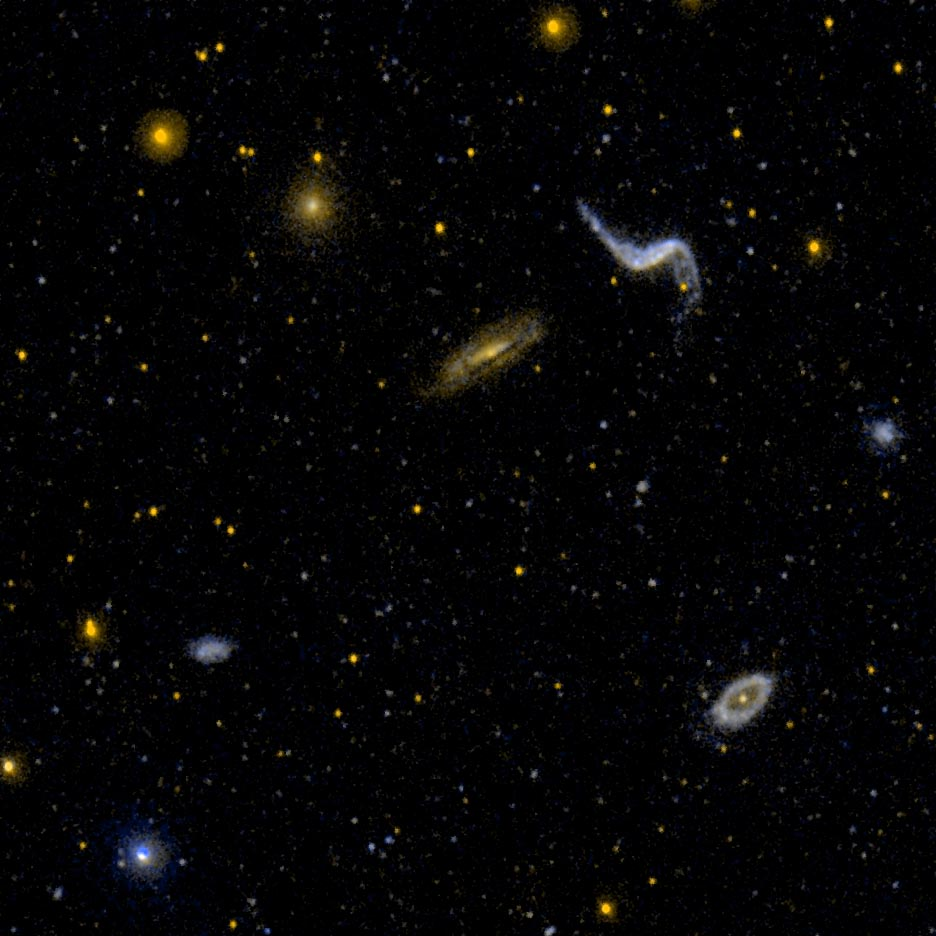
GALEX拍摄的NGC 3190区域的紫外照片